# ديسكوكلوسوس سكوفازي
ديسكوكلوسوس سكوفازي (ويسمى أيضاً الضفدع المغربي الملون) هو نوع من الضفادع من عائلة ضفاجيات، يتواجد بالمغرب، وكذلك بمدينتي سبتة ومليلية. وقد تم إكتشاف هذا النوع من طرف العالم لورينزو كاميرانو في سنة 1878.
يعيش هذا النوع من الضفادع بالقرب من الجداول المائية والصهاريج وبرك المياه العذبة أو المالحة، غالبًا في غابات البلوط أو في نباتات الدفلى أو بالقرب من الأنقاض. ويعتبر كنوع شائع نسبيًا في المغرب.

## الحفظ
إن الضغط المتزايد على تحويل الأراضي الزراعية ومن استخراج المياه السطحية لخدمة السكان، سبب ضغطا على بئية عيش على هذا النوع من الضفادع وكذلك البرمائيات الأخرى. ولكن مع ذلك، لا يعتبر هذا النوع من الضفادع مهددا بشكل كبير من الانقراض.